# Palazzo Malena
Il Palazzo Malena è un edificio di valore storico e architettonico di Napoli, situato in via Stella.
Il nome affibbiatogli dallo studioso Italo Ferraro deriva da Gaetano Malena, indicato come il proprietario della "Casa a due facciata alla strada Fonseca e alla strada Stella" dal Catasto provvisorio del 1815 voluto da re Murat.
La famiglia Malena era originaria di Rossano e la sua esistenza è attestata già nel Medioevo (si ritiene che a essa apparteneva San Nilo). Nel 1766 il suo status sociale ed economico migliorò considerevolmente con l'acquisizione del feudo di Scarfizzi dalla famiglia Moccia. Nel 1788 ottenne il titolo marchesale su di esso attraverso la persona di Nilo, nonno del sopracitato Gaetano e Presidente del Supremo Magistrato di Commercio. Oltre che a vantare una consolidata tradizione giuridica, la famiglia fu impegnata anche nel commercio del sale in Calabria .
Il palazzo venne probabilmente costruito in epoca vicereale come molti altri edifici di fondazione nobiliare del quartiere Stella-Sanità. Certamente subì vari restauri e modifiche in concomitanza con terremoti e passaggi di proprietà, fino ad assumere l'attuale aspetto architettonico con un ultimo rifacimento riconducibile agli ultimi decenni del '700.
La doppia facciata presenta un basamento listato che ingloba il piano ammezzato e un paramento in mattoni rossi che ricopre i tre piani superiori (con i due nobili distinguibili nella "scansione decorativa" della facciata grazie all'alternanza di timpani arcuati e triangolari) tra intelaiature di marcapiani e lesene in stucco. Oltrepassato il portale in piperno su via Stella, si raggiunge prima l'androne, voltato a botte, e poi il cortile di forma rettangolare, chiuso sul fondo da una pregevole scala aperta dall'unica arcata ribassata per piano, decorata da vistose mensole, con un'unica gradinata a tre rampe che si appoggia alle pareti senza pilastri centrali e con una voluta di piperno ai suoi piedi, accanto al gradino d'invito.
Il palazzo attualmente è adibito a condominio, ospita un bed and breakfast (nelle cui sale si ammirano alcuni soffitti dipinti) e nel 2022 sono stati completati i lavori di restauro sui prospetti esterni. Il cortile e la scala aperta però restano in stato di degrado.

## Galleria d'immagini

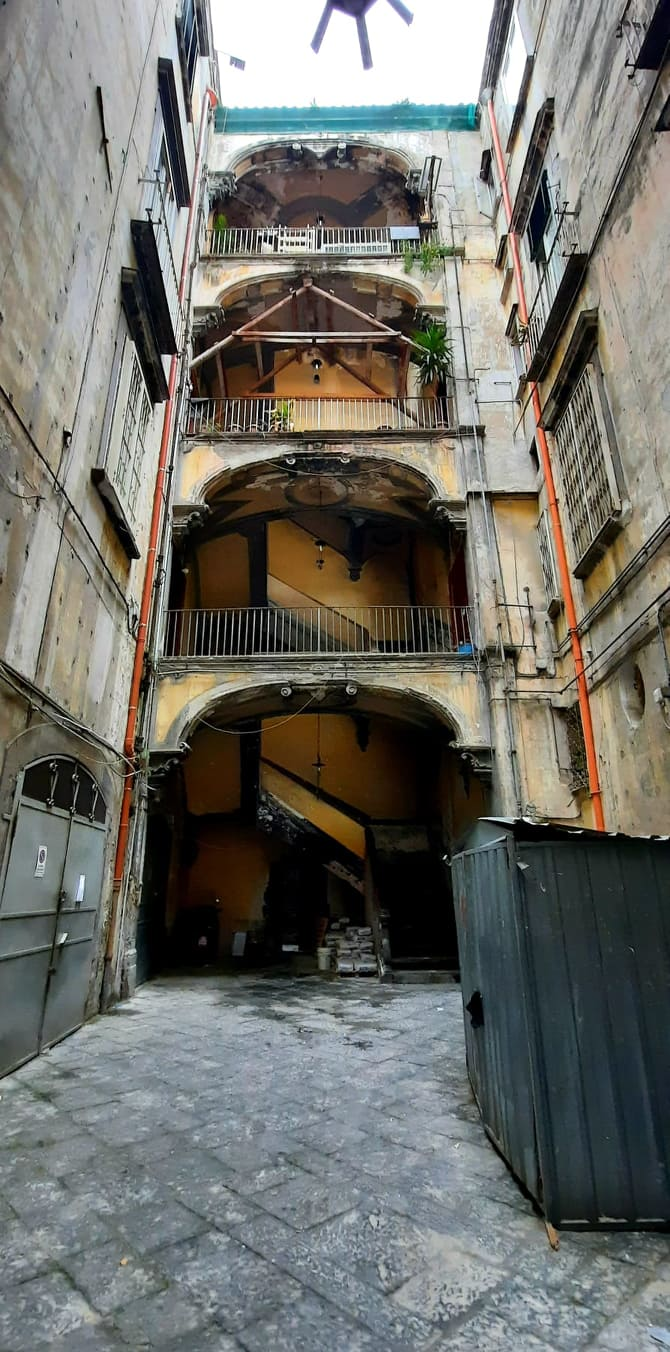
La scala aperta (in stato di degrado)
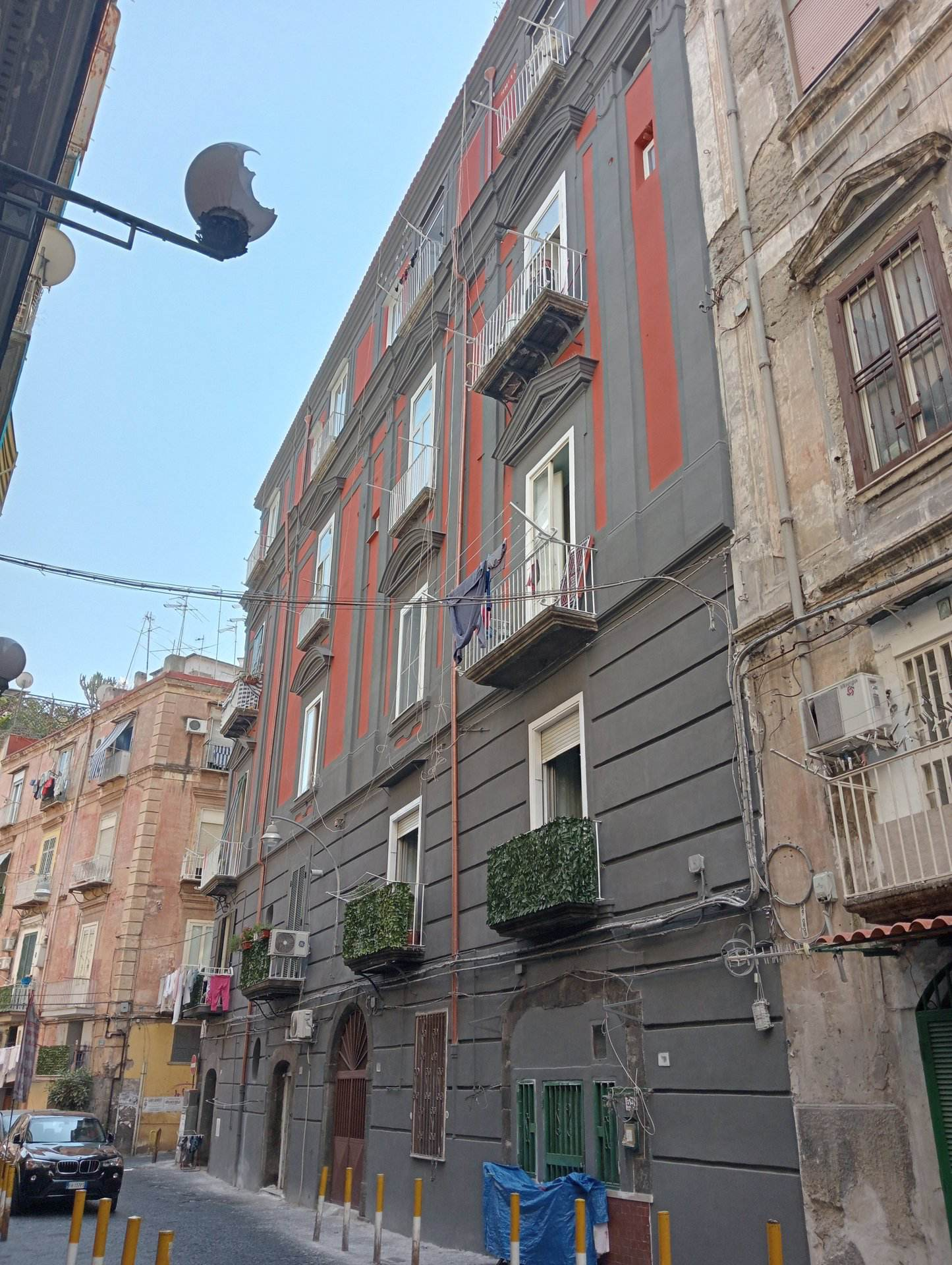
Il prospetto laterale su via Fonseca
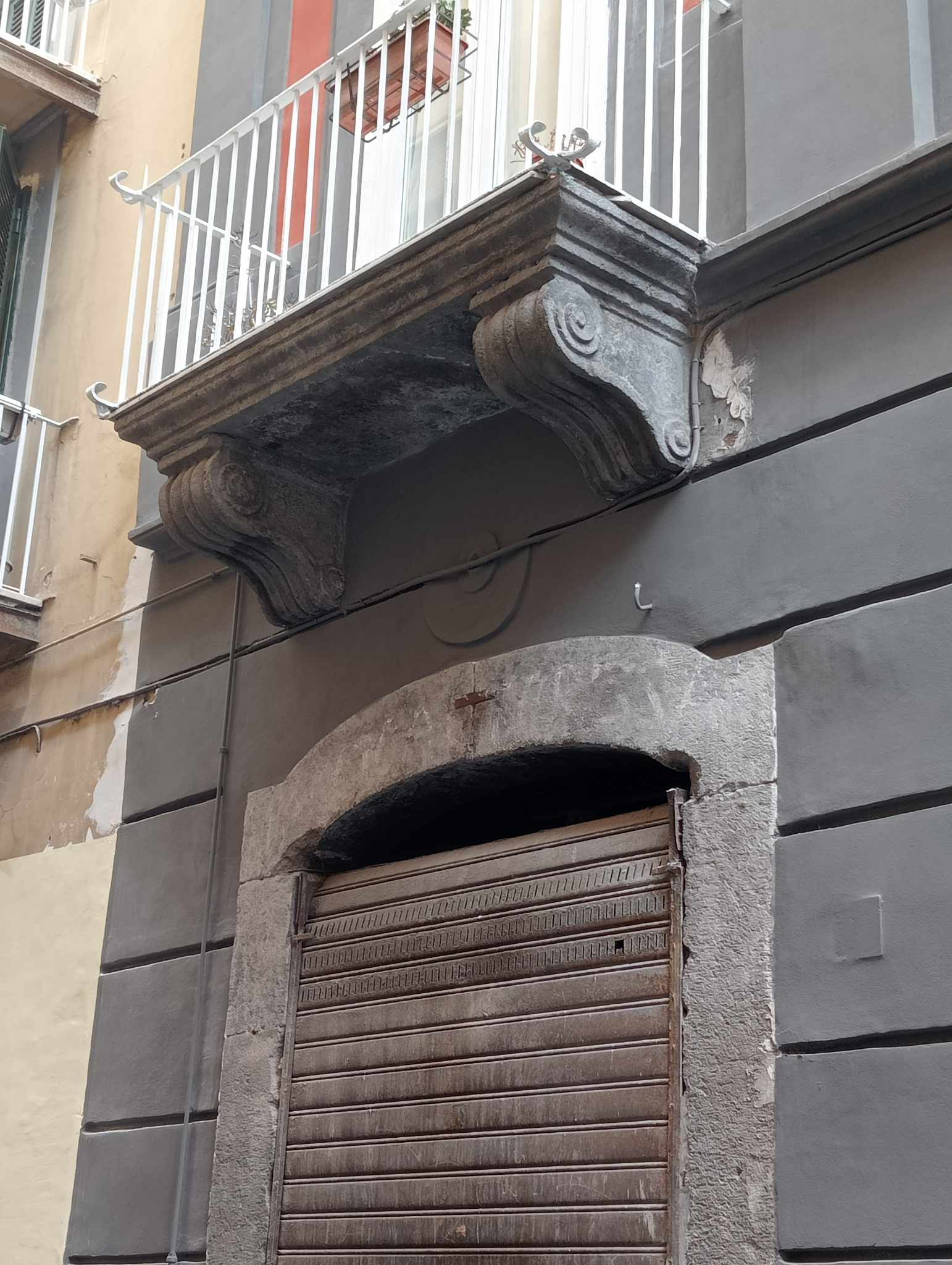
Dettaglio di una mensola di un balcone al primo piano